# 维利耶苏普拉兰
维利耶苏普拉兰（法語：Villiers-sous-Praslin，法語發音：[vilje su pʁalɛ̃]，意为“普拉兰下方的维利耶”）是法国奥布省的一个市镇，属于特鲁瓦区。

## 地理
维利耶苏普拉兰（48°3'44"N, 4°14'51"E）面积8.42 平方千米，位于法国大東部大區奥布省，该省份为法国中北部省份，北起马恩省，西接塞纳-马恩省，西南至约讷省，东南至科多尔省，东临上马恩省。
与维利耶苏普拉兰接壤的市镇（或旧市镇、城区）包括：阿雷勒、萨尔斯河畔瑞利、朗塔日、普拉兰、维勒莫里安、武格雷。

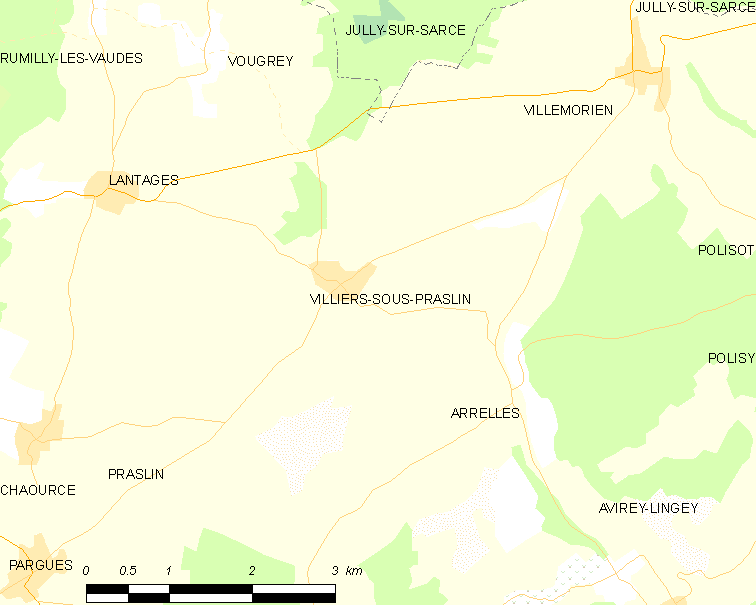
维利耶苏普拉兰的OSM定位图

维利耶苏普拉兰的时区为UTC+01:00、UTC+02:00（夏令时）。

## 行政
维利耶苏普拉兰的邮政编码为10210，INSEE市镇编码为10432。

## 政治
维利耶苏普拉兰所属的省级选区为莱里塞县。

## 人口

1962-2008年间维利耶苏普拉兰人口变化图示

维利耶苏普拉兰于2022年1月1日时的人口数量为68人。